# Squall Leonhart
Squall Leonhart (スコール・レオンハート Sukōru Reonhāto?) es un personaje del universo Final Fantasy y protagonista de Final Fantasy VIII.

## Final Fantasy VIII

### Personalidad
De pequeño, se crio en un orfanato junto con su hermana adoptiva Eleone Loire (hija adoptiva de Laguna Loire y Raine Loire que a su vez son padres naturales de Squall) después de que su madre muriese al darle a luz. Eleone acababa de ser rescatada por su padre adoptivo de las garras de la tirada bruja Adel en Esthar y fue llevada de regreso a Winhill (pueblo de donde son originarios tanto ella como Squall) de vuelta con su madre adoptiva Raine Loire Esta muere poco después de dar a luz a Squall y ambos son enviados juntos a un orfanato especial para niños desamparados por causa de la Guerra de la Bruja. Este orfanato está dirigido por Edea y Cid Kramer, que acogieron también a otros niños (que más tarde se encontrarán reconvertidos en SeeDs) como Selphie, Quistis, Seifer, Irvine y Zell. Una vez que tienen la edad para iniciarse en su entrenamiento como SeeDs los huérfanos son trasladados a distintos jardines. En este caso Squall se traslada al Jardín de Balamb junto con Zell, Seifer y Quistis, mientras que Selphie se va al Jardín de Trabia e Irvine al Jardín de Galbadia. Squall es todo un maestro en el uso del sable-pistola, al igual que Seifer Almasy.
Squall es una persona que desde pequeño ha tenido que vivir solo y afrontar solo todos sus problemas. Es un héroe taciturno y esquivo. Por su actitud retraída e insociable, da la impresión de ser un individuo egocéntrico e incapaz de trabajar en equipo. Squall detesta que se metan en sus asuntos, ya que cree que cada uno debe de ocuparse de sus propios problemas. A inicios de juego su frialdad a veces lo pone en conflicto con Rinoa, sin embargo, a medida que viaja y se enfrenta a sus conflictos personales - siempre con la ayuda de sus amigos - Squall viene a reconsiderar su posición en la vida, llegando a aceptar el apoyo y la amistad de sus compañeros.

### Armas disponibles
Puede comprar en la armería los siguientes Sables-Pistola:
| Arma             | Ítems de fabricación                                  | Nivel de fuerza | Habilidad especial aprendida | Habilidad especial aprendida (Inglés) |
| ---------------- | ----------------------------------------------------- | --------------- | ---------------------------- | ------------------------------------- |
| Revólver         | 2 Gravas mágicas                                      | 11              | Mandoble final               | Rough Divide                          |
| Kiat Recto       | 1 tubo de hierro 4 tornillos                          | 14              | Círculo letal                | Fated Circle                          |
| Curtis Revólver  | 1 hoja de unipladio 8 tornillos                       | 18              | Guillotina cósmica           | Blasting Zone                         |
| Curtis-Kiat      | 1 sable traidor 1 caparazón 4 tornillos               | 20              | ninguna                      | ninguna                               |
| Avenger-Ranurado | 1 hueso jurásico 2 colmillos rojos 12 tornillos       | 22              | ninguna                      | ninguna                               |
| Avenger-Súper    | 1 cuchilla 2 polvos estelares 1 caparazón 8 tornillos | 24              | ninguna                      | ninguna                               |
| Lionheart        | 1 adamantino 4 dientes de dragón 12 balas iónicas     | 30              | Súmmum                       | Lion Heart                            |

### Habilidad Especial
La Habilidad de Squall es Samurái. Esta habilidad primero la hace de 4 a 8 golpes al enemigo y luego escoge aleatoriamente un movimiento de Espada-Pistola, más dañino que un ataque normal, estos se aprenden a medida que Squall obtiene todas sus armas, aquí están los movimientos aleatorios de Squall:
- Mandoble final: Es la primera habilidad que tienes. Squall corre hacia el enemigo y le hace un corte vertical de abajo arriba.

- Círculo Letal: Squall se eleva en el aire y da un giro de 360 grados, lanzando una onda de energía que afecta a todos los enemigos.

- Guillotina Cósmica: Squall levanta el arma hacia en cielo y comienza a salir un rayo de energía que se eleva hasta más allá de las nubes, formando una gran espada. Luego, Squall deja caer la espada sobre los enemigos, afectándolos a todos.

- Súmmum: Squall eleva al enemigo de un sablazo, y le proporciona 16 golpes con su arma, que fácilmente alcanzan los 9999 puntos de daño, luego, le proporciona un golpe final y el enemigo cae, sufriendo otra vez daño, este ataque puede llegar a restar fácilmente 200 000 puntos de vida del adversario, pero solo afecta a uno de ellos. Es un ataque de gran utilidad para matar a Ente Omega, que tiene unos 1 150 000 VIT, pero hay que ejecutarlo varias veces.

## Otras Apariciones
Squall aparece en los juegos Kingdom Hearts, Kingdom Hearts: Chain of Memories, Kingdom Hearts II (aunque en estos su nombre es "León"), Itadaki: Street Special, Chocobo Racing,Final Fantasy Dissidia,Final Fantasy Dissidia 012
,Final Fantasy Dissidia NT,Final Fantasy Explorers,World of Final Fantasy,Final Fantasy Dissidia Opera Ominia y Final Fantasy Brave Exvius.
- Datos: Q2607464
- Multimedia: Squall Leonhart / Q2607464